# 裂肋三葉蟲目
裂肋三葉蟲目（學名：Lichida），簡稱裂肋蟲目，為三葉蟲綱下的其中一目。是典型多刺的三葉蟲類。裂肋三葉蟲類的胸部通常有8-13個環節，有一些種類具有非常多的刺。
目前還無法得知裂肋三葉蟲目為何擁有多刺的胸部，雖然這個特徵常常被認為是對於有頜魚類的出現產生的一種抵抗反應，但是這個說法仍然無法完全的解釋這種現象。因為早在奧陶紀時期，也就是在有頜魚類出現之前，有些裂肋三葉蟲類就已經進化出類似棘椎（spines）的結構了。
有人將裂肋三葉蟲目齒肋蟲科(Odontopleuridae)和德氏蟲科(Damesellidae)獨立出來，變成齒肋蟲目(Odontopleurida)。